# Маленькие чудовища (фильм, 2019)
«Маленькие чудовища» (англ. Little Monsters) — зомби-комедия 2019 года режиссёра и сценариста Эйба Форсайта, в главных ролях Лупита Нионго, Александр Инглэнд, Джош Гэд и Кэт Стюарт. Сюжет сосредоточен на забытом музыканте, детском телеведущем и воспитательнице детского сада, объединяющихся для защиты группы детей во время внезапной вспышки зомби.
Мировая премьера фильма состоялась 27 января 2019 года на кинофестивале «Сандэнс», 8 октября фильм был выпущен в США компанией Neon в ограниченном прокате, а затем 11 октября на Hulu. 31 октября 2019 года фильм был выпущен в Австралии компанией Universal Pictures и 15 ноября в Великобритании компанией Altitude. Он получил в целом положительные отзывы от критиков, многие из которых похвалили выступления актёров.

## Сюжет
Действие происходит в Австралии. Дэйв — забытый музыкант, который переживает тяжёлое расставание со своей девушкой и вынужден остаться со своей сестрой Тесс и её сыном Феликсом, увлеченным тракторами, космическими бластерами и Дартом Вейдером. Отвозя Феликса в школу, Дэйв встречает мисс Одри Кэролайн, воспитательницу Феликса в детском саду, которая его привлекает. После того, как родитель бросает предстоящую поездку на ферму, Дэйв добровольно выступает в качестве сопровождающего, чтобы быть рядом с Одри.
В день экскурсии Дэйв расстроен, узнав, что любимый детский телеведущий Тедди Макгиггл снимает там своё шоу и что Одри помолвлена с кем-то другим. Тем временем, из испытательного центра США вырываются зомби и направляются прямо на соседнюю ферму, где они нападают на детей, которые пытается сбежать, но ферма перехвачена.
Беглецы пытаются укрыться в сувенирном магазине, но обнаруживают, что Тедди заперся внутри и отказывается их впустить. Одри и дети заползают в отверстие рядом с магазином. Дэйв входит с крыши, избивает Тедди и открывает дверь, чтобы Одри и дети могли войти. У Феликса начинается аллергическая реакция после того, как Дэйв случайно накормил его чипсами с молочными продуктами. После неудачной попытки дать Феликсу адреналин Одри спешит достать немного из рюкзака Феликса, который был оставлен в тракторе. Тедди пытается дать сигнал военному вертолёту, но он падает с крыши, его спасает Дэйв, которому Тедди рассказывает, что его настоящее имя — Натан Шнайдер и что он алкоголик и зависит от секса, ненавидит детей и спит с их матерями, чтобы избежать депрессии.
В ту ночь, пока Тедди и дети спят, Дэйв рассказывает Одри о том, как его отец бросил его, когда он был маленьким, и что только его сестра была рядом с ним. Одри рассказывает, что она больше не помолвлена, так как её жених изменил ей, и что она носит кольцо только для того, чтобы держать отцов своих детей подальше.
На следующий день дети просыпаются и начинают жаловаться, поэтому Дэвид поёт песню Sweet Caroline, вовлекая детей, когда он меняет припев на Miss Caroline. Тем временем военные планируют разбомбить сувенирный магазин, в котором находятся дети, чтобы уничтожить зомби. Выжившие решают взять большой автомобиль и ехать в безопасное место. Тедди и Дэйв пытаются получить Teddy’s McGiggle Mobile, но Тедди предает Дэйва, а затем его убивает зомби. Дэйв вынужден залезть на верхнюю часть фургона, чтобы его не съели. Когда всё кажется потерянным, за рулём трактора прибывает Феликс и спасает Дэйва, и вместе они спасают Одри и детей. Когда они едут в безопасное место, они обнаруживают, что зомби реагируют на музыку, которую играет Одри. Они доезжают до военных, которые расстреливают зомби.
Дэйв и Одри целуются, их и детей помещают на карантин на 48 часов. В финальной сцене Дэйв, Одри и дети поют песню Тейлор Свифт «Shake It Off», которую Дэйв ранее ненавидел, а родители детей радуются.

## В ролях
- Лупита Нионго — мисс Одри Кэролайн
- Александр Инглэнд — Дэвид «Дэйв» Андерсон
- Джош Гэд — Тедди Макгиггл / Натан Шнайдер
- Кэт Стюарт — Тесс
- Дизель Ла Торрака — Феликс
- Ава Кариофиллис — Бет
- Чарли Уитли — Макс
- Ким Тхиен Доан — Ким
- Мейсон Мансур — Микки
- Калия Пинонс — Калья
- Эштон Арокиасвами — Эштон
- Шиа Хэмби — Шиа
- Вольфганг Гледхилл — Вольфганг
- Вивьен Олбани — Вивьен
- Рахель Роман — Гриффин
- Шалама Таутайолефу — зомби
- Джек Латорре — Джека
- Гленн Хейзелдин — Рори
- Надя Таунсенд — Сара
- Маршалл Напье — генерал армии
- Джейсон Чонг — лейтенант
- Стивен Пикок — Стивенс
- Феликс Уильямсон — Новак
- Джош Куонг Тарт — Эхидна
- Генри Никсон и Зиндзи Океньо — охранники

## Производство
В октябре 2017 года было объявлено, что Лупита Нионго и Джош Гэд присоединились к актёрскому составу фильма, а Эйб Форсайт стал режиссёром и сценаристом. Кит Колдер, Джесс Колдер, Бруна Папандреа будут выступать в качестве продюсеров фильма под своими компаниями Snoot Entertainment и Made Up Stories соответственно. Фильм был профинансирован и снят компанией Screen Australia, съёмки проходили в Сиднее.

## Показ
Премьера состоялась 27 января 2019 года на кинофестивале «Сандес». Позднее Neon и Hulu получили права на дистрибуцию фильма. 8 октября 2019 года фильм был выпущен в США в ограниченном прокате и 11 октября на Hulu. 31 октября фильм вышел в Австралии в ограниченном прокате компанией Universal Pictures Australia, спустя три недели на разных платформах. Премьера в Великобритании состоялась 15 ноября 2019 года.

## Отзывы
На Rotten Tomatoes фильм имеет рейтинг 79% на основе 131 отзывов, со средней оценкой 6,8 из 10. Консенсус сайта гласит, «„Маленькие монстры“, возглавляемые выдающейся работой Лупиты Нионго, представляют собой гибрид ужасов и романтической комедии, который доказывает, что у жанра зомби всё ещё есть свежие мозги, которыми можно насладиться». На Metacritic фильм имеет рейтинг 59 из 100 на основе 19 отзывов, указывая на «смешанные или средние» отзывы.